# پروتون-کی
پروتون-کی، که طبق شاخص گراو با نام پروتون ۸کی۸۲می یا به اختصار ۸کی۸۲کی نیز شناخته می‌شود، موشکی روسی بود که پیش از توسط شوروی به عنوان پرتابگر حامل محلموله به فضا به کار می‌رفته است. این موشک از سری موشک پروتون مشتق شده. این سری از موشک توسط کروچینف ساخته و در ایستگاه شماره ۸۱ و ۲۰۰ از بایکونور به فضا پرتاب می‌شد. این موشک تا زمان به روزرسانی آن به نوع پروتون-ام، استفاده می‌شد. آخرین پرتاب وی نیز در تاریخ ۳۰ مارس ۲۰۱۲، یعنی ۳۱۱مین پرتابش، صورت گرفت.

## توصیف پرتاب‌گر
ماهواره‌بر پروتون-کی از سه مرحله تشکیل شده‌است. ۳۰ پرتاب با همین پیکربندی انجام گردید. محلموله‌های پرتون-کی شامل تمام پرتاب‌های صورت گرفته توسط شوروی اعم از ایستگاه فضایی سالیوت، تمام قطعات میر و نیز زاریا و زیوزدا از ایستگاه فضایی بین‌الملی بود. البته تنها یک بخش از ایستگاه فضایی میر با پروتون پرتاب نشد، ماژول داکینگ، چرا که این قطعه توسط شاتل فضاییی ایلات متحده به فضا پرتاب شد. 

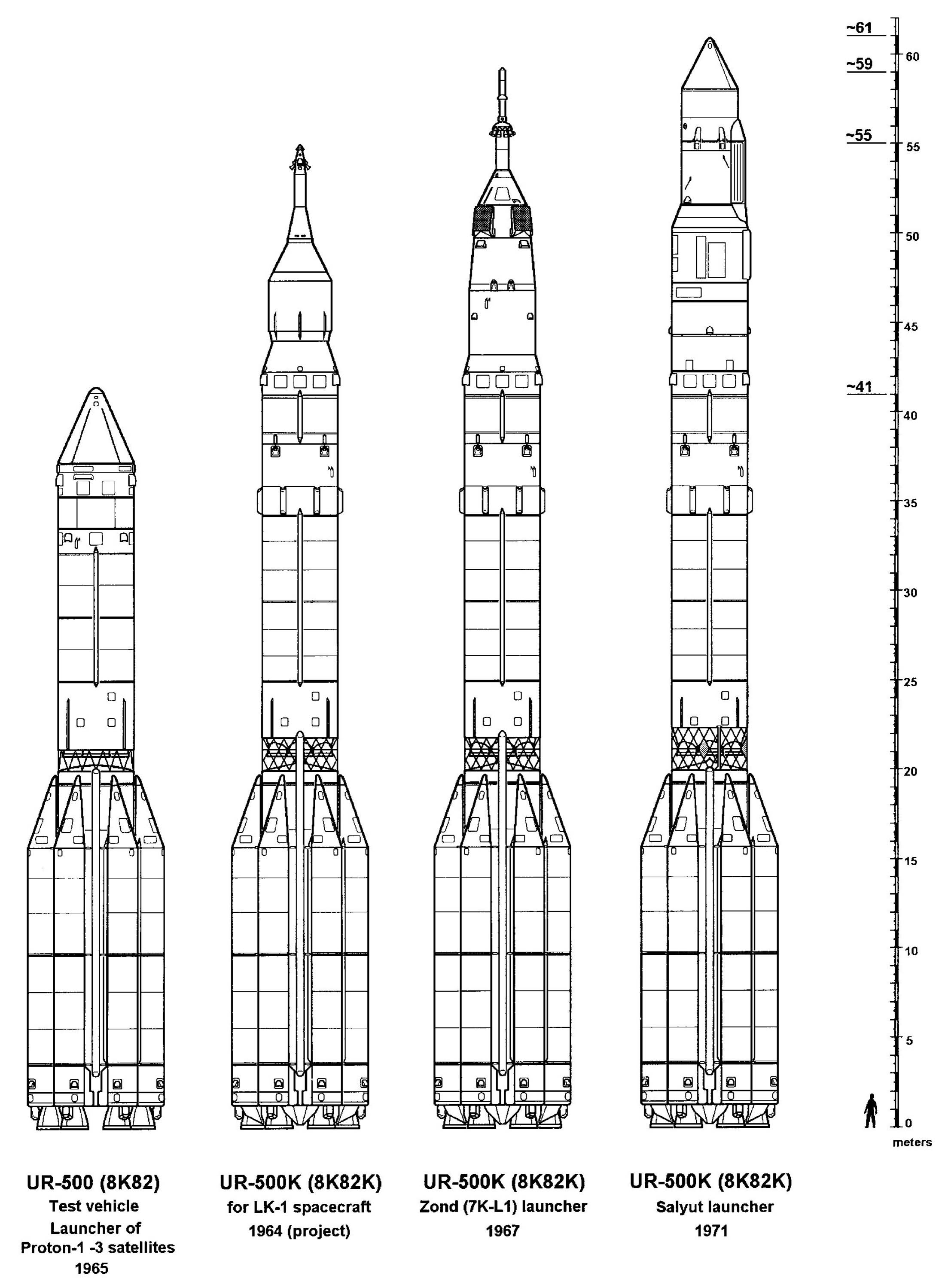
پیکربندی نسخه‌های اولیه از پروتون-کی از ۱۹۶۵ تا ۱۹۷۱

مانند سایر خانوادهٔ موشک‌ها، پرتون-کی سوخت این موشک نیز توسط دی‌متیل‌هیدرازین نامتقارن و دی‌نیتروژن تترااکسید تأمین می‌شود. این سوخت نیازی به جرقه برای آغاز کار نداشته و به صورت سوخت هایپرگل است و توانایی نگهدار در دمای محیط را نیز داراست. این موضوع باعث جلوگیری از «خطای دمای پایین» می‌گردد در نتیجه موشک قادر است تا زمان زیادی با سوخت پر در ایستگاه پرتابی ساکن باقی بماند بدون اینکه خطر انفجار سوخت متوجه موشک باشد. 
اجزای پروتون در کارخانه‌هایی نزیدیک مسکو ساخته و سپس بر روی ریل برای اسمبلی نهایی به ایستگاه پرتابی فرستاده می‌شود. اولین طبقه (مرحله) موشک پرتون-کی شامل تانک اکسیدکننده و شش تانک سوخت پایه‌ایی است. این بخش از مرحلهٔ دوم جدا خواهد شد. مرحلهٔ دوم موشک با انفصال بخش اول آغاز به کار می‌نماید. 
مرحلهٔ اول موشک از شش موتور آردی-۲۵۳ استفاده می‌نماید که توسط والنتین گلوشکو طراحی شده‌است. هر موتور آردی-۲۵۳ از احتراق مرحله‌بندی‌شده سود می‌برد. 
سومین مرحله از این موشک از موتورهای آردی-۰۲۱۰ بهره برده که از چهار فشاردهنده ورنیر به همراه سامانه‌های معمول تشکیل شده‌است. ورنیرها (تنظیم‌کننده درجه) فرمان‌دهنده هستند و جهت حرکت را تعیین می‌نمایند و نیاز به حرکت حلقوی موتور اصلی را برطرف می‌نماید. همچنین به جداسازی مرحله نهایی موشک کمک نموده و به عنوان یک موتور یوال‌ایج عمل می‌نماید. 
در بسیاری از پرتاب‌ها مرحلهٔ بالایی از تقویت‌کننده برای افزایش توانایی حمل محموله به لایه‌های بالایی مدار استفاده می‌شود. مرحلهٔ بالایی بلوک دی در چهل پرواز استفاده شد که بیشتر در پرتاب‌های برنامه‌های لونا و زاند استفاده شده‌است. ده پروازاز بلوک-دی۱ به عنوان تقویت‌کننده بهره برد که برای پرتاب موشک به ونوس استفاده شد. بوک-دی۲ در سه پرواز فوبوس ۱ و ۲ و مارس ۹۶ استفاده شد. از بلوک دی‌ام در ۶۶ پرتاب بهره برده شد. بلوک دی‌ام-۲ از آخرین طبقهٔ سوم مرسوم در پرتاب‌های آخرین پرتون-کی بود که در ۱۹۰ پرتاب عامل تقویت‌کننده در پرتاب‌ها را بر عهده داشت که برای پرتاب گلوناس و رادوگا استفاده شد.  در یک پرتاب نیز گزارش شده که از بوک دی‌ام-۳ به عنوان بخش سوم موشک استفاده شده، که با خطا مواجه گردیده‌است. البته واضح نیست که نوع بکار رفته از نوع دی‌ام-۳ یا دی‌ام۳ یا دی‌ام۲ بوده.

## همچنین بنگرید به
- پروتون (موشک)
- فهرست پرتاب‌های پروتون (۲۰۱۰-۲۰۱۹)